# Maurizio Felugo
Maurizio Felugo (né le 4 mars 1981 à Rapallo) est un joueur italien de water-polo.

## Biographie
Maurizio Felugo est le capitaine de l'équipe italienne championne du monde à Shanghai en 2011 et il fait partie de l'équipe qualifiée pour les Jeux olympiques de Londres, médaillée d'argent.